# Feldtest
Ein Feldtest ist in der Produktions- bzw. Verfahrenstechnik vor der Nullserie der vorletzte empirische Versuch eines Herstellers, die Produktions-Qualität unter nicht manipulierbaren Realbedingungen zu testen. Der Begriff wurde aus der Soziologie übernommen und weist darauf hin, dass die Benutzung eines neuen Gerätes nicht mehr im Labor, sondern durch Käufer, die nicht vom Hersteller angeworben oder in irgendeiner Weise ausgewählt wurden, geschieht.
Der Unterschied zum Feldexperiment liegt darin, dass die teilnehmenden Benutzer reale Kaufinteressenten sind und in der Regel über den Feldtest informiert sind. Als Käufer werden sie auch nicht für die Teilnahme an einem Experiment entlohnt – im Gegenteil bezahlen sie den realen Preis für das Gerät, welches, da sie Kaufinteressenten sind, nach Beendigung des Feldtests in ihrem Besitz verbleibt. Der Vorteil für die Teilnehmer liegt in der unentgeltlichen Teilhabe an den technischen Verbesserungen während der Testphase.